# Germanes del Santíssim Sagrament
No s'han de confondre amb les Germanes del Santíssim Sagrament de Valença
Les Germanes del Santíssim Sagrament per als Indis i la Gent de Color, en llatí Institutum Sororum a Sanctissimo Sacramento pro Indianis Gentibusque Coloratis i en anglès Sisters of the Blessed Sacrament for Indians and Colored People, formen un institut religiós femení de dret pontifici, una congregació religiosa. Les germanes posposen al seu nom les sigles S.B.S. (Sisters of the Blessed Sacrament).

## Història
La congregació fou fundada a Pennsilvània per Katharine Mary Drexel (1858-1955). De família catòlica, molt pietosa i hereva d'una gran fortuna (el seu pare, Francis Anthony Drexel, era soci de J. P. Morgan), volia entrar en un orde religiós de vida contemplativa, però el bisbe James O'Connor, vicari apostòlic d'Omaha (Nebraska) la convencé perquè fundés una nova congregació dedicada a l'apostolat entre les comunitats d'indis nord-americans i afroamericans, que llavors no rebien cap assistència espiritual ni social.
La congregació es fundà el 12 de febrer de 1891, quan fou aprovada per Patrick John Ryan, arquebisbe de Filadèlfia, i rebé el decretum laudis el 16 de febrer de 1897. Les constitucions foren aprovades definitivament per la Santa seu el 25 de maig de 1913; fou agregada a l'Orde de Frares Menors Conventuals el 15 d'agost de 1912.

## Activitat i difusió
Les Germanes del Santíssim Sagrament es dediquen a la instrucció i l'educació cristiana de nens de color i indígenes americans,, en escoles de primària i secundària i a la Xavier University de Louisiana.
El 2006, comptava amb 191 religioses en 36 cases, totes als Estats Units i a Haití. La seu general és a Bensalem (Pennsilvània).